# Heinrich von Stephan

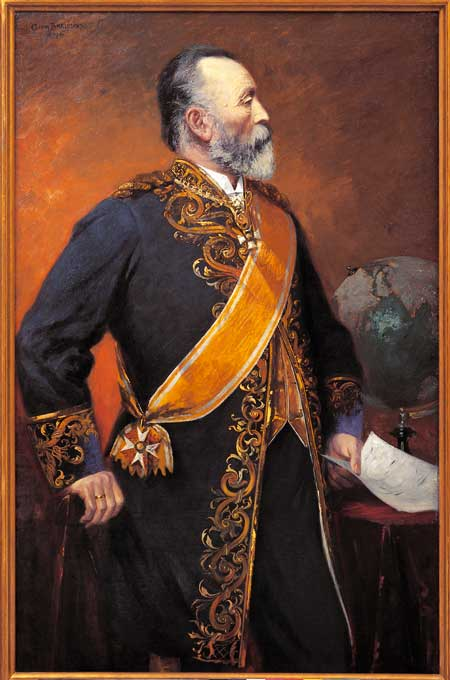
Heinrich von Stephan.

Ernst Heinrich Wilhelm von Stephan, född 7 januari 1831 i Stolp i Pommern, död 8 april 1897 i Berlin, var en tysk ämbetsman inom postväsendet, Världspostföreningens stiftare.
Stephan, som var son till en hantverkare, ingick i preussiska postverket 1848 samt blev överpostråd 1863, föredragande råd i verkets centralförvaltning 1865, Nordtyska förbundets generalpostdirektör 1870 och Tyska kejsardömets (Deutsche Reichspost) 1871. 
Redan 1867 hade, på Stephans inrådan, det Thurn-und-Taxisska postväsendet överlåtits på Preussen, och med stor energi verkade han därefter för rikspostens organisation genom att bland annat fusionera de olika territorialpostverken, införa enhetligt porto (1870), förbättra postförbindelserna och korrespondensmedlen och mångdubbla postkontorens antal. 
Liknande reformer genomförde Stephan även inom telegrafväsendet, vars ledning han övertog 1875, varefter post och telegraf i Tyskland förenades till ett gemensamt verk med honom som generalpostmästare (1876). 
Stephans mest betydande verk var dock skapandet av Världspostföreningen, vilken idé till sina huvuddrag förverkligades på postkongressen i Bern 1874. År 1880 utnämndes han till statssekreterare för det nybildade rikspostdepartementet, upphöjdes 1885 i ärftligt adelsstånd och erhöll 1895 statsministers rang. År 1872 inkallades han i herrehuset. Han skrev bland annat Geschichte der preußischen Post (1859). 
Stephan var en i Otto von Bismarcks skola fostrad statsman med enastående organisatorisk förmåga som kunde förena djupgående fosterländska intressen med rent universellt mänskliga. Den svenske postreformatorn Adolf Wilhelm Roos hade i mångt och mycket sin vän Stephans verksamhet till förebild.